# Gary Puckett & the Union Gap
Gary Puckett & the Union Gap was een Amerikaanse popband die actief was eind jaren 1960. De band werd geformeerd door Gary Puckett, Gary 'Mutha' Withem, Dwight Bement, Kerry Chater en Paul Wheatbread, die het uiteindelijk The Union Gap noemde en had zijn grootste hits met Woman, Woman, Young Girl, Lady Willpower, Over You, Don't Give In to Him en This Girl Is a Woman Now. De leden droegen kostuums die waren gebaseerd op de uniformen van de Union Army gedragen tijdens de Amerikaanse Burgeroorlog. Jerry Fuller bezorgde de band een platencontract bij Columbia Records. De band werd uiteindelijk ongelukkig met het uitvoeren van materiaal dat door anderen was geschreven en geproduceerd, waardoor ze stopten met werken met Fuller. De band ging uiteindelijk uit elkaar en Puckett ging zowel solowerk als samenwerkingen doen..

## Bezetting
- Gary 'General' Puckett (geb. 17 oktober 1942 in Hibbing, Minnesota): (zang, gitaar)
- Dwight 'Sergeant' Bement (geb. 28 december 1945 in San Diego, Californië): (saxofoon)
- Gary 'Private' Withem (geb. 22 augustus 1946 in San Diego, Californië): (piano, keyboard)
- Kerry 'Corporal' Chater (geb. 7 augustus 1945 in Vancouver, Canada): (bas)
- Paul 'Private' Wheatbread (geb. 8 februari 1946 in San Diego, Californië): (drums)

## Geschiedenis
De zanger van de band, Gary Puckett, werd geboren op 17 oktober 1942 in Hibbing, Minnesota en groeide op in Yakima, Washington, dicht bij Union Gap en Twin Falls, Idaho. Hij begon in zijn tienerjaren gitaar te spelen, studeerde af aan Twin Falls High School in 1960 en ging naar de universiteit in San Diego. Daar stopte hij met studeren en speelde in verschillende lokale bands voordat hij lid werd van The Outcasts, een lokale hardrockband, die twee singles produceerde die niet succesvol waren.
Na het uiteenvallen van The Outcasts, formeerde Puckett de nieuwe band Gary & the Remarkables, bestaande uit bassist Kerry Chater (geboren op 7 augustus 1945, Vancouver, British Columbia, Canada), toetsenist Gary 'Mutha' Withem (geboren in augustus 22, 1944, San Diego), tenorsaxofonist Dwight Bement (geboren 28 december 1945, San Diego), en drummer Paul Wheatbread (geboren op 8 februari 1946, San Diego).
In 1966 toerde de band door de Pacific Northwest zonder Wheatbread, die werd aangeworven als huisdrummer in de televisieserie Where the Action Is. Hij voegde zich later weer bij de bezetting. Onder manager Dick Badger werd de band begin 1967 omgedoopt tot The Union Gap en de leden kleedden zich als een visuele gimmick in Union Army-stijl uniformen uit de Amerikaanse Burgeroorlog. Vervolgens namen ze een demo op, die werd gehoord door CBS-platenproducent en songwriter Jerry Fuller. Onder de indruk van de tenorstem van Puckett en de zachte rock van de band, tekende Fuller een platencontract bij Columbia Records.
De band nam hun eerste single Woman, Woman op, een lied over de angsten van een man dat zijn vrouwelijke partner ontrouw zou kunnen overwegen, dat was geschreven en gecomponeerd door Jim Glaser en Jimmy Payne in augustus 1967. Het werd hun eerste hit en bereikte nummer 3 in Cashbox en nummer 4 in de Billboard Hot 100. Er werden meer dan een miljoen exemplaren van verkocht en werden onderscheiden met een gouden schijf.
Dit werd gedurende de volgende twee jaar gevolgd door Young Girl (#1 in Cashbox, #2 in Billboard), Lady Willpower (#1 in Cashbox, #2 in Billboard), Over You (#5 in Cashbox, #7 in Billboard) en Don't Give in to Him (#15). Alle werden geproduceerd door Fuller, die ook Young Girl, Lady Willpower en Over You schreef en componeerde. Hoewel de band in de Verenigde Staten nooit een Billboard #1-plaat heeft gehad, stond Young Girl in mei/juni 1968 gedurende vier weken op nummer 1 in de UK Singles Chart. Young Girl was de tweede schijf, waarvan meer dan een miljoen exemplaren werden verkocht, welk aantal binnen twee maanden na uitgifte werd bereikt. Lady Willpower en Over You wonnen ook gouden schijven. De band was headliner op een receptie in het Witte Huis voor prins Charles en in Disneyland in 1968 en werd in 1969 genomineerd voor een Grammy Award voor beste nieuwe artiest, waarbij José Feliciano met de eer ging strijken.
De band wilde echter zijn eigen materiaal schrijven en produceren en Puckett had een hekel aan het zingen van de powerballads geschreven door Fuller. In 1969 bereidde Fuller een 40-koppig studio-orkest voor om een nieuw nummer op te nemen dat hij had geschreven, maar Puckett en de band weigerden het op te nemen, de sessie werd geannuleerd en Fuller werkte nooit meer met de band samen. De band keerde terug naar de hitlijsten met This Girl Is a Woman Now, geproduceerd door Dick Glasser, maar latere publicaties haalden de Billboard Top 40 niet. Chater en Withem verlieten de band, Bement nam de basgitaar over en toetsenist Barry McCoy en hoornist, Richard Gabriel werden toegevoegd. In 1970 begon Puckett met het opnemen als solo-act, maar met beperkt succes, de Union Gap bleef zijn live begeleidingsband totdat ze werden ontslagen na een optreden op de Orange County Fair in 1971. Puckett's platencontract werd een jaar later beëindigd.

### Solocarrières
Nadat de Union Gap was ontbonden, had Puckett bescheiden succes als soloartiest met het album The Gary Puckett Album uit 1971 bij Columbia en later vooral met het uitvoeren en opnieuw opnemen van de nummers van de band. In 1973 was hij in wezen verdwenen uit de muziek, in plaats daarvan koos hij ervoor om acteren en dans te studeren en op te treden in theaterproducties in en rond Los Angeles. Een comeback-tournee, georganiseerd door muziekschrijver Thomas K. Arnold, bracht hem in 1981 naar Las Vegas en vanaf dat moment werd hij een vaste waarde in het nationale oldiescircuit. Puckett stond op het programma voor de eerste grote Monkees-reünietournee in 1986, samen met The Grass Roots met Rob Grill en de huidige versie van Herman's Hermits (zonder Peter Noone). Hij heeft ook nieuw materiaal uitgebracht, waaronder het vakantiealbum Gary Puckett at Christmas uit 2001. In 1994 en 2002 trad Puckett op in de Moondance Jam in de buurt van Walker. Met ingang van 2010 bleef Puckett liveconcerten geven op locaties in de Verenigde Staten, waaronder oldiescircuit-tournees met The Association en The Lettermen. Op 20 juni 2010 trad Puckett voor het eerst op in Union Gap, Washington, de gelijknamige stad van zijn voormalige band.

### Latere carrières
Bement trad later toe tot de oldiesact Flash Cadillac & the Continental Kids. Chater verhuisde naar Nashville, waar hij als songwriter werkte en in 1977 een kleine solohit had met het nummer Part Time Love en de albums Part Time Love (1977) en Love on a Shoestring (1978). Wheatbread wendde zich tot concertpromotie en Withem keerde terug naar San Diego.
Puckett's huidige band bezetting (die soms wordt aangekondigd als The Union Gap) is Woody Lingle (bas, zang), Jamie Hilboldt (keyboards, zang) en Mike Candito (drums, zang).

## Privéleven
Puckett is getrouwd met Lorrie. Ze hebben twee dochters, Sydney en Michaela; ze verblijven momenteel in Clearwater. 

## Discografie

### Singles
- 1967: Woman, Woman
- 1968: Young Girl
- 1968: Lady Willpower
- 1968: Over you
- 1969: Don't give in to him
- 1969: This girl is a woman now
- 1970: Let's Give Adam and Eve Another Chance
- 1974: Young Girl (herpublicatie)

### NPO Radio 2 Top 2000
| Nummer met noteringen in de NPO Radio 2 Top 2000 | '99  | '00  | '01  | '02  |
| ------------------------------------------------ | ---- | ---- | ---- | ---- |
| Young Girl                                       | 1581 | 1648 | 1977 | 1670 |

1. ↑  Een vetgedrukt getal geeft de hoogste notering aan.
2. ↑  Deze tabel is bijgewerkt tot en met de laatste editie (2024).